# Iquiracetima rana
Iquiracetima rana là một loài bọ cánh cứng trong họ Cerambycidae.